# NGC 268

NGC 268

NGC 268 هي مجرة تتبع كوكبة قيطس. اكتشفها ويليام هيرشل في 22 نوفمبر 1785.

## روابط خارجية
- NGC 268 على موقع ويكي سكاي: DSS2, SDSS, GALEX, IRAS, Hydrogen α, X-Ray, Astrophoto, Sky Map, Articles and images